# Manea Mohammed
Manei Mohamed Ali Abdulla Binshahein (Dubai, 19 giugno 1989) è un calciatore emiratino, difensore dell'Al-Wahda.

## Palmarès

### Club
- Coppa dei Campioni del Golfo: 1

Al Shabab: 2015